# Aeropuerto de Auburn-Opelika Robert G. Pitts
El aeropuerto de Auburn-Opelika Robert G. Pitts (IATA: AUO, OACI: KAUO, FAA LID: AUO) es un aeropuerto público ubicado a 3 km al este de Auburn y 6 km al oeste de Opelika, ambas ciudades en el estado de Alabama, Estados Unidos.
El aeropuerto cubre un espacio de 171 ha con dos pistas de asfalto. Es utilizado principalmente por aviación general y vuelos no comerciales desde Auburn. Con 55 aeronaves con base en AUO, incluyendo 46 monomotores y 9 multi-motores, el Aeropuerto de Auburn-Opelika Robert G. Pitts tiene una media de 179 operaciones al día.

## Historia
En sus primeros días, el Aeropuerto de Auburn-Opelika Robert G. Pitts no era más que un aeródromo de hierba. Albergaba una única aeronave, y era totalmente diferente a como es actualmente. Hoy en día, el aeropuerto alberga unas 55 aeronaves y el departamento de aviación de la Universidad de Auburn. 
Cuando fue construido en 1930, el aeropuerto de Auburn-Opelika Airport funcionaba como aeródromo privado para las ciudades vecinas de Auburn y Opelika en el estado de Alabama. 
En décadas siguientes, muchas mejoras tuvieron lugar en el aeropuerto, alcanzando el estatus de excelencia de un aeródromo de aviación general. Se construyó una nueva terminal y edificio técnico en 1950. Del mismo modo, se instalaron luces en pista en esta misma época.

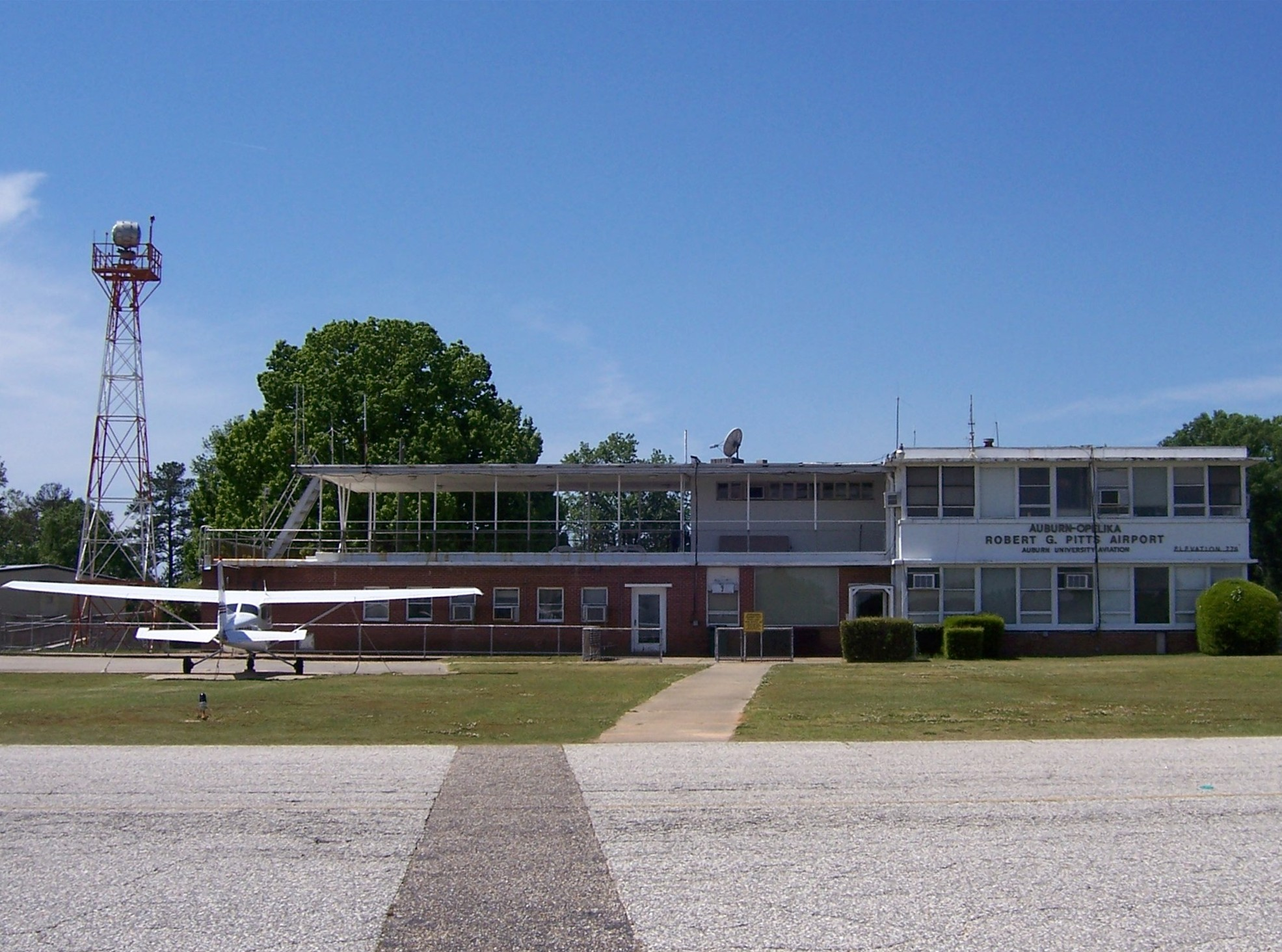

En los 60 se continuó la senda de mejoras importantes en el aeropuerto; con la construcción de una zona de estacionamiento pavimentada y la reconstrucción de las pistas y calles de rodadura de la 18/36 y 11/29. Durante los 70, 80 y 90 se efectuó un importante esfuerzo para obtener terrenos para la ampliación de la pista 18/36. 
En enero de 2002, se inauguró la ampliación de pista. La pista fue ampliada de 1.180 metros a 1.605 metros y amplió su ancho de 22 metros a los 30 actuales. 
En agosto de 2006, la FAA dio la autorización para instalar una antena de tasa de descenso y un sistema de luces de aproximación (MALSF) para la pista 36. Estas mejoras quedaron completadas a finales de 2007.  

## Instalaciones
El horario de apertura del aeropuerto Robert G. Pitts es de 7:00 AM a 7:00 PM. El servicio de repostaje está disponible también durante este periodo.
El mantenimiento está disponible durante las horas de trabajo normal, de 7AM a 4 PM.
Servicio al pasajero:
- DayJet  (Vuelos directos a Jacksonville, Lakeland, Tallahassee, Pensacola, Gainesville, Boca Raton, Opa-Locka/Miami Dade County, Naples, Sarasota/Bradenton, Savannah, Macon, y Montgomery)

## Información de vuelo
Pistas:
- Pista 18/36: 5.265 x 100 ft (1.605 x 30 m), Superficie: asfalto
- Pista 11/29: 4.002 x 75 ft (1.220 x 23 m con 300 pies de umbral desplazado), Superficie: asfalto

Ayudas a la navegación
- TGE 117.3 55° 14,4 mn al campo
- CSG 117.1 269° 20,6 mn al campo
- NDB AU 423 (estación ubicada a ocho kilómetros al sur del aeropuerto)
- LOC IAUO 110.1

Comunicaciones del aeropuerto
- CTAF/UNICOM:  123.0
- WX AWOS-3:  132.575 (334-821-4932)
- ATLANTA APPROACH:  126.55 (7.000 y superior)
- ATLANTA DEPARTURE:  126.55 (7.000 y superior)
- APP/P DEP/P:  125.5 (6.999 e inferior)
- CLEARANCE DELIVERY:  118.7

Servicios aeroportuarios generales
- Combustible disponible: 
  - 100LL
  - Jet-A
- Plataforma con hangares y zona de mantenimiento
- Servicio menor
  - Central eléctrica